# 메스콰키족

메스콰키족의 기

메스콰키(Meskwaki, 종종 Mesquakie 또는 Meskwahki로 표기)는 외부인들에게 폭스 족(Fox)으로 알려진 미국 인디언 부족이다. 그들은 종종 사우크 족과 밀접하게 연계되어 왔다. 자신들의 언어인 폭스어에서 메스콰키는 스스로를 ‘메쉬콰히키하키’(Meshkwahkihaki)로 부르며, 이것은 ‘붉은 땅’이라는 의미이다.
역사적으로 그들의 고향 땅은 오대호 지역이었다. 이 종족은 온타리오 세인트 로렌스 강 계곡에서 합쳐졌다. 이후 미시간, 위스콘신, 일리노이, 아이와로 이주를 해갔다. 19세기에는 유럽계 미국인들의 식민지 개척과 정착이 진행됨에 따라 남쪽과 서쪽 메스콰키 부족은 풀이 무성한, 미국 중서부 프레리로 이주할 수밖에 없었다. 메스콰키는 ‘사크와 팍스’(Sac and Fox)로 지정되어 현재 보호구역이나 아이와, 오클라호마, 캔자스, 네브래스카에 거주지가 있다.

## 같이 보기
- 사크족
- 키카푸족